# Harold Edward Elliott

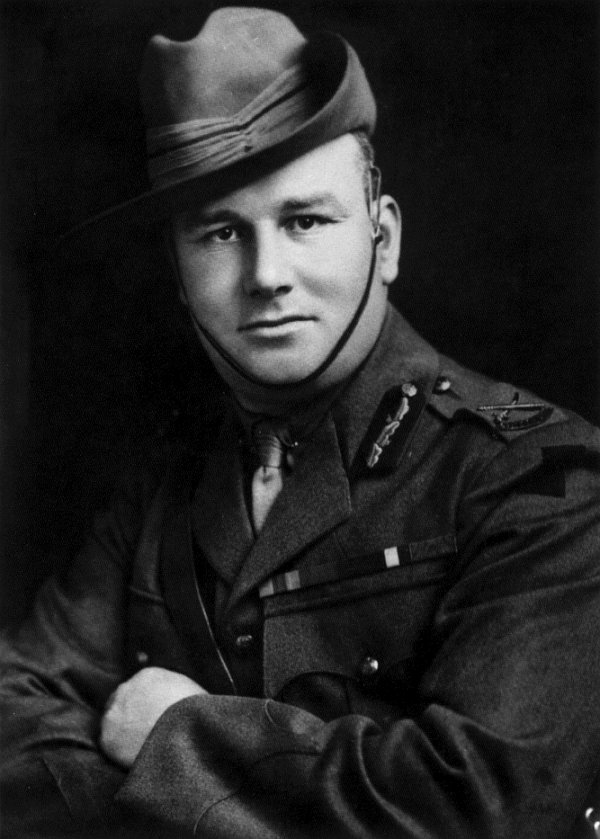
Harold Edward Elliott, um 1918

Harold Edward Elliott (* 19. Juni 1878 in Charlton, Victoria; † 23. März 1931 in Malvern, Melbourne, Victoria) war ein australischer General, Anwalt und Politiker. Im Ersten Weltkrieg befehligte er eine Brigade an der Westfront.

## Leben
Harold Edward wurde 1878 in West Charlton als drittes von fünf Kindern des Farmers Thomas Elliott aus dessen Ehe mit Helen Janvrin geboren. 1894 übersiedelte die Familie nahe des Lake Wendoure in ein neues Haus „Elsinore“ in Ballarat, Victoria. Harold Edward wurde ab Januar 1895 am Ballarat College und am Ormond College der University of Melbourne ausgebildet, er stand 1896 in sieben seiner acht Fächer an der Klassenspitze.

### Im Burenkrieg
Im März 1900 forderte der Commonwealth die Behörden der australischen Kolonialverwaltung auf, 2500 Victorian Imperial Bushmen zum Dienst für den Burenkrieg zu entsenden. Elliott entschied sich, seine Studien zu unterbrechen, um sich zum Militärdienst zu melden, und war einer von 4000 Bewerbern für die 626 Kämpfer, die Victoria aufstellen sollte. Elliott wurde angenommen und in Langwarrin ausgebildet, bevor er sich am 1. Mai 1900 mit der 4. viktorianischen Abteilung nach Südafrika einschiffte. Bis Januar 1901 wurden sie in der Kapkolonie organisiert und unter dem Kommando von Lieutenant-Colonel Arthur Henniker-Major einer Abteilung der Coldstream Guards zugeordnet. Diese war manchmal Teil einer größeren Streitmacht unter dem Kommando von Colonel Herbert Plumer. Elliott kämpfte später mit dem 2nd Royal Berkshire Regiment und wurde für eine kühne Nachtaktion mit der Distinguished Conduct Medal ausgezeichnet. 1902 diente er bei den Border Scouts und wurde von Lord Kitchener besonders zu seiner erfolgreichen Verteidigung eines Postens beglückwünscht. Er schiffte sich am 22. Juni 1901 wieder in die Heimat ein und erreichte Melbourne am 12. Juli.
Nachdem Elliott 1903 an seine alte Universität zurückgekehrt war, gewann er mehrere Stipendien und Preise und zeichnete sich auch als Spitzensportler aus. Elliotts massive Statur – er war ein guter Fußballer und auf der Universität der Beste im Gewichtwerfen – seine Charakterstärke und sein explosives Temperament wiesen auf seine zukünftige Führernatur hin. 1906 erwarb er den Abschluss eines LL.B., wurde 1907 in Victoria als Rechtsanwalt zugelassen und gründete die eigene Kanzlei „H.E. Elliott & Co“. 1920 erwarb er die Abschlüsse eines LL.M. und eines B.A.
Er wurde 1904 als Second Lieutenant im 5. Miliz-Infanterieregiment aufgenommen, 1905 zum Lieutenant, 1911 zum Captain und 1912 zum Major befördert. Im Jahre 1913 wurde er Lieutenant-Colonel und Kommandeur des 58. Miliz-Bataillons. Am 27. Dezember 1909 heiratete er in Northcote im presbyterianischen Ritus Catherine Frazer Campbell, das Paar bekam eine Tochter und einen Sohn.

### Im Ersten Weltkrieg
Als die Australian Imperial Force im August 1914 aufgestellt wurde, wurde Elliott zum Kommandeur des 7. Bataillons in der regulären 2. Infanterie-Brigade ernannt. Hartes Training und strenge Disziplin waren die Grundlagen, auf denen er das 7. Bataillon in Broadmeadows und in Ägypten trainierte. Seine Männer gaben ihn nach dem Vorbild des Organisationstalents Pompejus den Spitznamen „Pompey“, der ihm nicht gefiel, aber ihm bis zum Ende blieb.
Bereits am Tag der Landung auf Gallipoli wurde Elliott 25. April 1915 verwundet und evakuiert und kehrte erst Anfang Juni zurück. In der Schlacht von Lone Pine (Kanlı Sirt) löste er am 8. August einen Teil der 1. Brigade ab und schlug in den nächsten vierundzwanzig Stunden die türkischen Gegenangriffe in heftigen Nahkämpfen zurück. Von den sieben für Lone Pine verliehenen Victoria Cross gingen vier an Elliotts Bataillon, seine eigene Führungsleistung wurde aber nicht gewürdigt. Der Divisionskommandeur Major-General Harold Walker, hatte ihm mitgeteilt, dass sein Name ganz oben auf seiner Empfehlungsliste gestanden habe. Dies war für Elliott im Bezug auf seine Beförderungen der Beginn von Irritationen, die bis vor Kriegsende zur Besessenheit wurde. Er wurde im August nochmalig wegen einer Krankheit evakuiert, kehrte im November zurück, aber am Vorabend der Evakuierung von Anzac wurde er wegen eines verstauchten Knöchels wieder von seiner Einheit getrennt. Im Februar 1916 wurde Elliott zum Kommandeur der 1. Infanterie-Brigade ernannt. Ab 1. März 1916 erhielt er die Aufgabe, die 15. (Victoria-)Brigade in der neu aufgestellten 5th Division in Ägypten zu organisieren und wurde gleichzeitig zum Brigadier-General befördert.
Im Juli 1916 kam Elliott mit seiner Einheit an die Westfront, wo er in den meisten großen Schlachten AIF eingesetzt wurde. Elliott führte sofort erfolgreich, doch die Ernennung seiner Bataillonskommandeure führte im März 1916 zum ersten Auseinandersetzungen mit seinen Vorgesetzten Lieutenant-General Sir William Birdwood und Brigadier-General Cyril Brudenell White. Seine Organisationsleistung auf Brigadeebene blieb unbestritten, trotz der entsetzlichen Verluste in der Schlacht von Fromelles (19.–20. Juli 1916), dem ersten großen Einsatz seiner Einheit, wo zwei angreifende Bataillone in weniger als vierundzwanzig Stunden 1452 Mann Verluste erlitten. Elliott waren von General James Whiteside McCay Offiziere zugewiesen worden, die offensichtlich ungeeignet waren. Elliotts Führung und direkte Offenheit wurde in seiner Brigade verstanden, wurde aber in höheren Hauptquartieren nicht immer
geschätzt. Seine Einwände basierten immer auf der Kenntnis des Geländes aus persönlicher Erkundung und auf einem tiefen Verständnis der taktischen Möglichkeiten. Mindestens zweimal nach dem Fiasko von Fromelles protestierte er so vehement gegen Angriffe, die vom Hauptquartier der 5th Division angeordnet wurden, dass die begonnenen Operationen vom neuen Kommandeur Major-General John Talbot Hobbs eingestellt wurden.
Beim Nachrücken der Alliierten zur Hindenburg-Linie im März 1917 war Elliott als Kommandant einer der australischen Avantgarden in seinem Element. Mit einer kleinen Streitmacht aus allen Waffengattungen und einer hohen Unabhängigkeit suchte er nach Schwachstellen und drängte die deutsche Nachhut durch umfassende Bewegungen aus ihren Stellungen. Keine impulsiven oder starrsinnigen Aktionen beeinträchtigten seine Taktik in der Schlacht von Polygon Wood (25. und 26. September 1917) bei Ypern, als seine Lagebeurteilung und seine Fähigkeit zu schnellem, entschlossenem Handeln einige Erfolge brachten. Während dieser Schlacht wurde sein Bruder Captain G.S. Elliott getötet, und ein Brief aus Australien enthüllte den Konkurs seiner Anwaltskanzlei, der ihn mit Schulden in der Höhe von 5000 Pfund belastete. Er schrieb in dieser Zeit mehrere Kampfberichte, in denen er hochrangige Kommandeure und das Versagen von Truppen an seinen Flanken scharf kritisierte. Sein Bericht über die Schlacht im Polygon Wood war so empörend gegenüber einer benachbarten britischen Division, dass der vorgesetzte General Birdwood die Vernichtung aller Kopien dieses Berichtes anordnete.
Nach der Flandernschlacht war Elliott zuversichtlich, dass er das nächste freigewordene australische Divisionskommando erhalten würde. Seine Anteil bei der Abwehr der deutschen Frühjahrsoffensive Ende März 1918 und sein Anteil beim australischen Gegenangriff in der Schlacht von Villers-Bretonneux am 4. April müssen seinen Optimismus bestärkt haben. Elliotts Maßnahmen wurden nicht immer von seinen Vorgesetzten gebilligt, z. B. hatte er einen britischen Stabsoffizier verhafteten lassen, weil er in Corbie Wein geplündert hatte und darauf bekannt gab, dass er jeden Plünderer öffentlich hängen lassen würde. Die Plünderungen hörten auf, aber der geschädigte Offizier beschwerte sich bei seinem Hauptquartier, worauf Elliotts Weisungen von General Hobbs schnell rückgängig gemacht wurden.
Im Mai 1918 erfolgte die Beförderung der Brigadier-Generals John Gellibrand und T. W. Glasgow zu Major-Generals und zu Kommandeuren eigener Divisionen, ein schwerer Schlag für den nicht beförderten Elliott. In einem unmäßig aufgesetzten Beschwerdebrief an White beschwerte er sich, dass er als erfahrener Offizier keine solche Beförderung erfahren hatte. White gab ihm Gelegenheit, diesen Brief zurückzuziehen, damit er den Vorgesetzten General Birdwood nicht erreichte. Für den Rest des Krieges pflegte Elliott seinen Groll, während er seine Brigade mit dem alten Elan weiterführte. Im August wurde er erneut verwundet, blieb aber im Dienst. 1915 war Elliott als Companion des Order of the Bath, darauf als Companion des Order of St Michael and St George und Companion des Distinguished Service Order ausgezeichnet worden. Im Krieg hatte er zudem den russischen St.-Annen-Orden und das französische Croix de Guerre erhalten, wurde siebenmal in Depeschen und in einem besonderen Tagesbefehl des Kommandeurs des französischen 31. Korps genannt. Elliott sprach im Januar 1919 zum letzten Mal vor seinen Truppen, um sich bei ihnen zu bedanken. Danach paradierten alle Bataillone freiwillig und marschierten um sein Hauptquartier herum, um ihn für eine weitere Rede anzufachen. „Also musste ich rausgehen und ihnen noch eine Rede halten, und dann haben sie wieder gejubelt.“

### Nach dem Krieg
Als er im Juni 1919 nach Melbourne zurückkehrte, begann Elliott mit dem Wiedereröffnung seiner Kanzlei, im September wurde er auch Kommandeur bei der Milizarmee. Er wurde in dieser Zeit zum City Solicitor für Melbourne und Direktor der National Trustees, Executors & Agency Co. ernannt.
Noch bei den Wahlen von 1919 kandidierte er erfolgreich für die Nationalist Party für den Australischen Senat und wurde 1925 wiedergewählt. Elliott erreichte über sein Mandat als Senator hinaus nie ein politisches Amt, aber beschäftigte sich dennoch mit einer breiten Palette von Themen, insbesondere über eine neue Bundeshauptstadt und die nationale Verteidigung. Er machte vollen Gebrauch von seiner Position, um seine Kriegsbeschwerden bekannt zu machen. Elliott beteiligte sich an einer sporadischen Kampagne in der Presse, in der er seine Kriegsbeschwerden zum Ausdruck brachte, die Generäle Birdwood und White angriff und das britische Oberkommando denunzierte, dass er für die schweren Verluste unter der australischen Infanterie verantwortlich machte. Diese Aktion stieß aber auf wenig Sympathie und scharfe Kritik.
Im Februar 1921 beantragte er, auf die parteilose Liste gesetzt zu werden und seine von ihm erwartete Abberufung aus den aktiven Kommando dem Verteidigungsminister vorzulegen. Er wollte unter keinen Umständen unter White dienen, der jetzt Chef des Generalstabes geworden war. Seine Position wurde durch Berichte verhärtet, dass in der neuen Organisation der australischen Armee wieder Gellibrand und Glasgow zu Divisionskommandanten ernannt würden. Die Militärbehörde wies seine Ansprüche zurück und lehnte seinen Antrag auf eine gerichtliche Untersuchung ab. Als seine Beschwerden im Senat debattiert wurden, wurden seine Argumente vom Verteidigungsminister George Pearce entschieden abgewiesen.
Schließlich übernahm Elliott 1926 unter Sir Harry Chauvel erneut die 15. Brigade, erhielt im folgenden Jahr endlich das Kommando über die 3rd Division und wurde im August 1927 zum Major-General befördert. Obwohl er sich mit dem alten Enthusiasmus in die Organisation seiner Division stürzte, nagten seine Enttäuschungen über das Oberkommando immer noch an ihm. 1929 korrespondierte er mit den Generälen Sir James McCay, Hobbs und Sir John Monash über die Gründe seiner „Zurücksetzungen“ im Krieg. Hobbs gegenüber gab er frustriert zu: „Die Ungerechtigkeit einer Position, wie ich sie begreife, hat tatsächlich mein ganzes Nachkriegsleben geprägt“. Er wandte sich 1930 dann direkt an White, der sich aber weigerte, über die Vergangenheit zu sprechen, und ein zweiter unglücklicher Versuch, seine Ansichten zu regeln, wurde schroff zurückgewiesen. Elliotts tiefes und anhaltendes Gefühl der Ungerechtigkeit, kombiniert mit der Belastung durch seinen Kriegsdienst und seine unaufhörliche Aktivität untergruben seine Gesundheit. Anfang 1931 kam er wegen zu hohen Blutdrucks im Krankenhaus, nach seiner Entlassung kehrte er nicht mehr in den Senat zurück. Kurz darauf wurde er mit einer sich selbst beigebrachten Wunde am Arm aufgefunden und wieder ins Krankenhaus eingeliefert, wo er am 23. März 1931 verstarb. „Pompey“ Elliott wurde mit allen militärischen Ehren auf dem Friedhof von Burwood begraben. Seine Frau und seine Kinder überlebten ihn.